# Joule per mole
Joule per mole (simbolo J·mol−1) è un'unità di misura del Sistema tecnico usata tradizionalmente in chimica e scienza dei materiali per esprimere l'energia per unità di quantità di sostanza. Nel SI l'energia è misurata in joule, e la quantità di sostanza in moli: il J/mol è stato derivato come unità tecnica da unità del Sistema Internazionale.
In chimica, oggi si preferisce invece utilizzare l'elettronvolt, eV. Il fattore di conversione è pari al rapporto tra il numero di Coulomb (il rapporto tra un Coulomb e la carica elementare), e il numero di Avogadro. Il rapporto tra le mantisse è:
{\displaystyle {\frac {6{,}241\,509\,074}{6,022\,140\,76}}=1,03642470}
e, introducendo anche gli ordini di grandezza, la conversione risulta:
100 kJ/mol = 1,03642470 eV
1 eV = 96,485543 kJ/mol
Quest'ultimo valore numerico, è lo stesso della costante di carica elettrica di Faraday espressa in C/mol.